# Kommunikationsmodell von Westley und McLean
In der Tradition der Gatekeeper-Forschung entwickelten Westley und MacLean ein System-Modell um den Prozess der Nachrichtenvermittlung als einen mehrfach selektiven und dynamisch rückgekoppelten Vorgang darzustellen.
- Ein Kommunikator (K) wählt aus einer Vielzahl von Ereignissen (x) einige aus und formt diese zu einer Botschaft (x'). Die Bezeichnung „Anwaltschafts-Rolle“ soll darauf hinweisen, dass die Nachrichtenvermittlung von K durchaus durch seine eigenen Interessen determiniert ist (Gatekeeper).
- Das eigentliche Medium (C = channel roles) steht für jene technischen und menschlichen Instanzen, welche die Botschaft von K aufnehmen und für das Publikum zugänglich machen. Auch hier findet wiederum ein Selektionsprozess statt und die Aussage x’ wird zu x’’.
- Die Rezipienten empfangen letztlich eine Darstellung des Ereignisses X, welche aber nicht mehr dem eigentlich Ausgangsereignis entsprechen muss, da es bereits mindestens zwei Mal bearbeitet worden ist.
- Letztlich figurieren ebenfalls Feedbackprozesse zwischen allen Instanzen (K,C,R).

Westley / MacLean veranschaulichen so den Transmissionsprozess einer Botschaft auf ihrem Weg zum Publikum, welcher oftmals schwierig sein kann.